# Канаки, Александр Спиридонович
Алекса́ндр Спиридо́нович Канаки (29 марта 1912, Балта-Чокрак, Бахчисарайский район — 1995) — советский легкоатлет.
Заслуженный мастер спорта СССР (1939), заслуженный тренер УССР. Выступал за Киев — армейский спортклуб.
9-кратный чемпион СССР в толкании ядра, беге на 110 м с барьерами, десятиборье (1936—1940) и метании молота (1948—1950); результата, с которым он стал чемпионом СССР 1948 года (54,87 м), было бы достаточно для завоевания серебряной медали Олимпийских игр 1948 года, где победил Имре Немет (56,07 м).

## Биография

### Довоенные годы
Родился в греческой семье в селении Балта-Чокрак 12 марта 1912 года. Саша от природы был сильным; способствовал этому и физический труд — помощь родителям на полевых работах в совхозе. В 1928 году в 16 лет он ко всеобщему удивлению победил на традиционной крымской ярмарке в турнире по курешу — народной борьбе на поясах; получив в качестве первого приза годовалого бычка, он, взвалив бычка на плечи, отнёс к своей арбе.
После школы Канаки поступил в сельскохозяйственный техникум, где увлёкся футболом, защищал ворота сборной Бахчисарая. Выбор в пользу лёгкой атлетики был сделан Канаки в Киевском пехотном училище, курсантом которого он стал в 20 лет.
Уже через три года, в 1935 году, Канаки стал призёром чемпионата СССР в метании диска; на следующий год впервые выиграл толкание ядра, в котором он стал безоговорочным лидером в СССР: в 1936—1940 годах только один раз проиграл чемпионат СССР, с 1937 года безраздельно владел рекордом СССР (рекорд был улучшен в 1946 году).
В 1937 году Канаки победил ещё и в десятиборье с рекордом СССР, который по итогам сезона вошёл в десятку лучших результатов в мире. В 1937—1938 годах он был рекордсменом и чемпионом СССР в беге на 110 м с барьерами; позднее в этом виде он выступал только в интересах команды, так как потяжелел, набирая необходимую для метаний мышечную массу.
Канаки занимался и другими видами спорта — он выступал в тяжёлом весе в тяжёлой атлетике, боксе (чемпион Украины), борьбе (победитель первых официальных всесоюзных соревнований по самбо — Матча пяти городов 1938 года).
С отличием окончив пехотное училище, Канаки затем за два года экстерном окончил Харьковский институт физической культуры.

### Война. Возвращение в большой спорт
С первых дней Великой Отечественной войны Канаки был на фронте. В конце 1942 года, находясь на одном из участков Донского фронта близ Сталинграда, старший лейтенант Канаки получил задание — с группой добровольцев переправиться через реку и неожиданно атаковать, создав впечатление у противника, что это начало решающего прорыва. Задание было выполнено, но Канаки был ранен в грудь штыком, а разрывная пуля раздробила лучевую кость правой руки.
Долгое лечение в госпиталях не смогло вернуть работоспособность правой руке — удержать в ней ни оружие, ни ядро было невозможно. Возможность вернуться в большой спорт подсказал Александр Шехтель — в метании молота основная нагрузка приходилась на левую руку, а правая выполняет вспомогательную роль, придерживая ручку снаряда.
Начав тренироваться в метании молота в 1945 году, Канаки уже через два года стал вторым на чемпионате СССР, а в 1948 году стал чемпионом и рекордсменом СССР. Его результаты в 1948—1950 годах входили в десятку лучших результатов сезона в мире (в 1949 году — второй результат), а в личных встречах с олимпийским чемпионом 1948 года Имре Неметом 3 из 4 раз выиграл Канаки.
Завершив карьеру, работал в украинском совете ДСО «Спартак».

## Спортивные достижения
|       | Метание молота | Метание молота |
| Место | Результат      |                |
| ----- | -------------- | -------------- |
| 1950  | 5-е место      | 53,09 м        |

|       | Толкание ядра | Толкание ядра | Метание диска | Метание диска | Бег на 110 м с/б | Бег на 110 м с/б | Десятиборье | Десятиборье |
| Место | Результат     | Место         | Результат     | Место         | Результат        | Место            | Результат   |             |
| ----- | ------------- | ------------- | ------------- | ------------- | ---------------- | ---------------- | ----------- | ----------- |
| 1935  |               |               | 2-е место     | 43,34 м       |                  |                  |             |             |
| 1936  | чемпион       | 14,68 м       | 2-е место     | 44,19 м       |                  |                  | 3-е место   | 6084        |
| 1937  | чемпион       | 15,10 м       | 2-е место     | 44,17 м       |                  |                  | чемпион     | 6595 NR*    |
| 1938  | 2-е место     | 14,52 м       |               |               | чемпион          | 16,0             |             |             |
| 1939  | чемпион       | 15,17 м       | 2-е место     | 45,93 м       |                  |                  |             |             |
| 1940  | чемпион       | 15,12 м       |               |               |                  |                  |             |             |

|       | Метание молота | Метание молота |
| Место | Результат      |                |
| ----- | -------------- | -------------- |
| 1947  | 2-е место      | 52,21 м        |
| 1948  | чемпион        | 54,87 м        |
| 1949  | чемпион        | 58,59 м NR*    |
| 1950  | чемпион        | 55,37 м        |
| 1951  | 2-е место      | 53,77 м        |

Рекорды СССР
```
бег 110 м с/б      15,3             23.09.1937   
Киев

толкание ядра      15,46            31.05.1937   
Киев

                   15,50            23.08.1937   
Москва

                   15,53            11.09.1938   
Харьков

метание молота     55,53             5.07.1948   
Киев

                   56,03            16.09.1948   
Харьков

                   56,13            20.09.1948   
Харьков

                   56,15            25.07.1949   
Москва

                   57,86             6.08.1949   
Москва

                   58,59             7.09.1949   
Москва
, чемпионат СССР

десятиборье        6595          23—24.08.1937   
Москва
, чемпионат СССР
```

## Награды
- Орден Красной Звезды